# Jugador-entrenador
Un jugador-entrenador, en deportes, es un miembro de un equipo que compagina la labor de jugador del equipo con la de técnico del mismo. El término se usa para aquellos jugadores que realizan una labor como entrenadores o asistentes técnicos del equipo.
Es una figura muy común en el deporte estadounidense, tanto en la NBA como en los inicios de MLB de béisbol.

## Baloncesto
| ^  | Miembro del Basketball Hall of Fame como Entrenador           |
| *  | Miembro del Basketball Hall of Fame como Jugador              |
| ^* | Miembro del Basketball Hall of Fame como Jugador y Entrenador |

| Jugador-Entrenador | Equipo(s)                                  | Temporada(s)        |
| ------------------ | ------------------------------------------ | ------------------- |
| Richie Guerin      | St. Louis Hawks Atlanta Hawks              | 1964–1967 1968–1970 |
| Lenny Wilkens^*    | Seattle SuperSonics Portland Trail Blazers | 1969–1972 1974-1975 |
| Paul Seymour       | Syracuse Nationals                         | 1956–1960           |
| Al Cervi^          | Syracuse Nationals                         | 1949–1953           |
| Bill Russell^      | Boston Celtics                             | 1966–1969           |
| Dave DeBusschere^  | Detroit Pistons                            | 1964–1967           |
| Buddy Jeannette^   | Baltimore Bullets                          | 1947–1950           |
| Bobby Wanzer^      | Rochester Royals                           | 1955–1957           |
| Carl Braun         | New York Knicks                            | 1959–1961           |
| Al Attles          | San Francisco Warriors                     | 1970–1971           |
| Bob Cousy^         | Cincinnati Royals                          | 1969-1970           |
| Dolph Schayes^     | Philadelphia 76ers                         | 1963-1964           |
| Andrew Levane      | Milwaukee Hawks                            | 1952-1953           |
| Bob Feerick        | Washington Capitols                        | 1949-1950           |
| Dave Cowens^       | Boston Celtics                             | 1978-1979           |
| Ed Macauley^       | St. Louis Hawks                            | 1958-1959           |
| Jimmy Darden       | Denver Nuggets                             | 1949-1950           |
| Grady Lewis        | St. Louis Bombers                          | 1948-1949           |
| Curly Armstrong    | Fort Wayne Pistons                         | 1948-1949           |
| Tom Marshall       | Cincinnati Royals                          | 1958-1959           |
| Mike Todorovich    | Tri-Cities Blackhawks                      | 1950-1951           |
| Bobby Leonard      | Chicago Zephyrs                            | 1962-1963           |
| Dick McGuire^      | Detroit Pistons                            | 1959-1960           |
| Fred Scolari       | Baltimore Bullets                          | 1951-1952           |
| Howie Schultz      | Anderson Packers                           | 1949-1950           |
| Bones McKinney     | Washington Capitols                        | 1950-1951           |
| Charley Shipp      | Waterloo Hawks                             | 1949-1950           |
| Alex Hannum*       | St. Louis Hawks                            | 1957                |
| Kevin Loughery     | Philadelphia 76ers                         | 1973                |
| Walt Budko         | Baltimore Bullets                          | 1951                |
| Nat Hickey         | Providence Steamrollers                    | 1948                |
| Jack Smiley        | Waterloo Hawks                             | 1950                |
| Red Holzman*       | Milwaukee Hawks                            | 1954                |
| Bruce Hale         | Indianapolis Jets                          | 1948                |
| Ed Sadowski        | Toronto Huskies                            | 1946                |
| Slater Martin^     | St. Louis Hawks                            | 1957                |
| Bob Pettit^        | St. Louis Hawks                            | 1962                |
| Johnny Logan       | Tri-Cities Blackhawks                      | 1950                |
| Dick Fitzgerald    | Toronto Huskies                            | 1946                |
| Terry Dischinger   | Detroit Pistons                            | 1971                |

## Fútbol

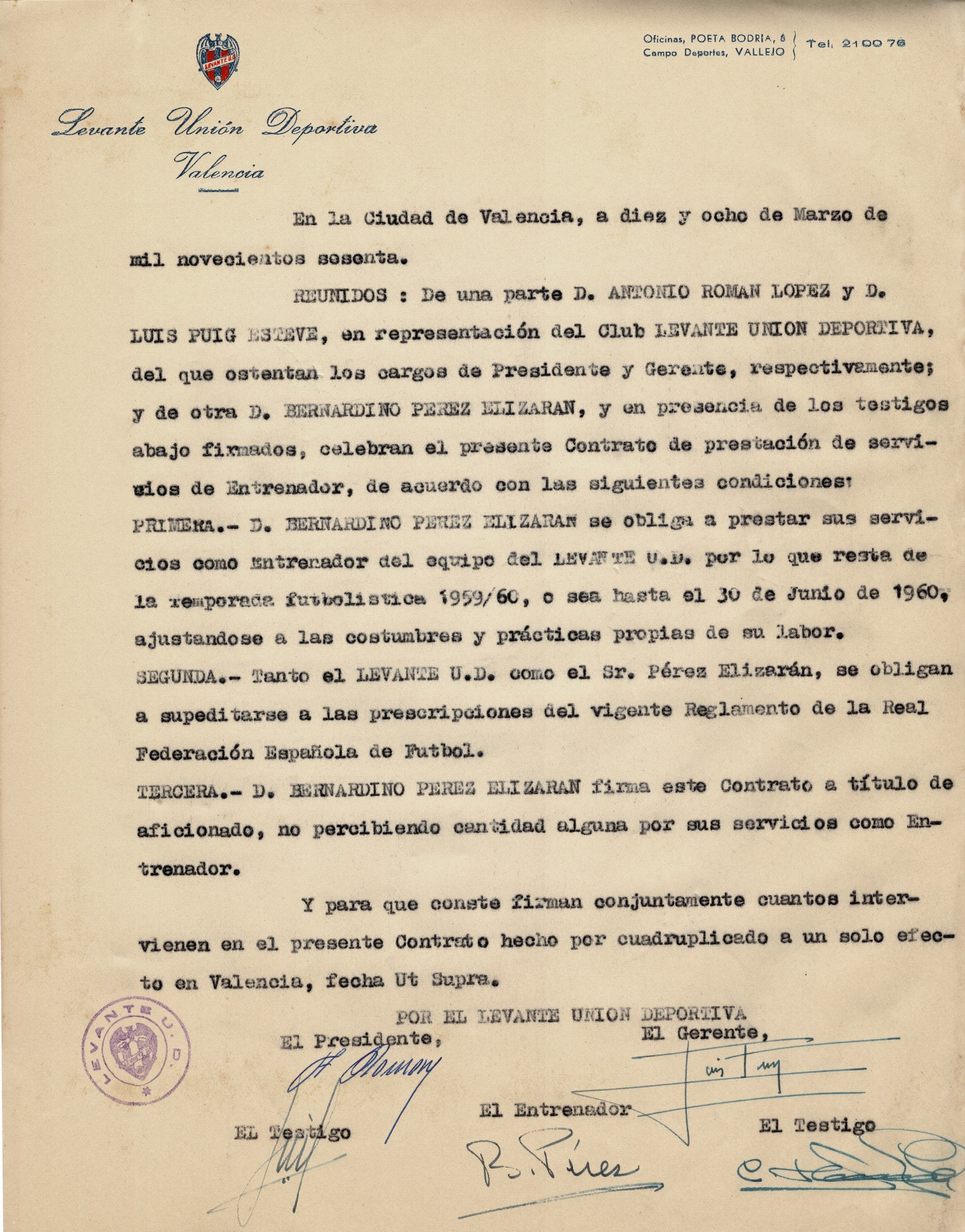
Contrato como entrenador de Pasieguito, por aquel entonces jugador con ficha del primer equipo del Levante UD.

El término hace referencia a una persona que a la vez es administradora del equipo y que a su vez está registrado para jugar en el equipo. En el fútbol esta situación se da habitualmente cuando el presidente del club necesita a un nuevo gerente, y nadie se presenta al cargo. Entonces, nombra al jugador más veterano del club para desempeñar dicho cargo. Si entonces el jugador logra buenos resultados tanto dentro como fuera de los terrenos de juego, el presidente le puede dejar como un jugador-entrenador. Sin embargo, hay casos en los que un agente libre que desea entrar en el equipo firma ambos papeles.
Desde los inicios del fútbol, por la propia naturaleza amateur en sus comienzos, el mundillo del fútbol estuvo repleto de casos donde jugadores tomaban parte en tareas administrativas. Los fundadores de los distintos clubes alrededor del planeta eran las más de las veces jóvenes emprendedores, obreros, jornaleros, militares o corresponsales, por lo que no era en absoluto algo inusual que el presidente de un club también fuera uno de los jugadores.
Hasta el establecimiento del director técnico, se mantuvo la tendencia de que el coach del equipo pudiera ser uno de los jugadores.
A partir de la globalización y el auge del papel del mánager, se ha dado el caso de que el jugador también asumieran como managers una vez consolidada su carrera, tal es el caso de Edgar Davids.
| Jugador-Entrenador  | Equipo(s)                                     | Temporada(s)            |
| ------------------- | --------------------------------------------- | ----------------------- |
| Ercole Carzino      | Sampierdarenese                               | 1931 - 1933             |
| Hennes Weisweiler   | 1. FC Colonia                                 | 1949 - 1952             |
| Erwin Helmchen      | VfB Lübeck                                    | 1950                    |
| Albert Batteux      | Stade de Reims                                | 1950                    |
| Helmut Schön        | Hertha BSC Berlín                             | 1950 - 1951             |
| Adolfo Pedernera    | Millonarios FC                                | 1950 - 1954             |
| Justo Nuevo         | US Breteuil                                   | 1954 - 1955             |
| Ken Armstrong       | Nueva Zelanda                                 | 1958 - 1962             |
| Efraín Sánchez      | Millonarios FC                                | 1964                    |
| Helmut Benthaus     | FC Basel                                      | 1965 - 1971             |
| Juan Ramón Verón    | Atlético Junior                               | 1977                    |
| Eduardo Flores      | Defensores de Cambaceres                      | 1977                    |
| Kunishige Kamamoto  | Yanmar Diesel (Cerezo Osaka)                  | 1978 - 1984             |
| Kenny Dalglish      | Liverpool FC                                  | 1986 – 1991             |
| Carlos Jara Saguier | Sportivo Trinidense                           | 1987                    |
| Uwe Reinders        | Eintracht Braunschweig                        | 1987 - 1989             |
| Trevor Francis      | Queens Park Rangers FC Sheffield Wednesday FC | 1988 - 1989 1991 - 1995 |
| Glenn Hoddle        | Swindon Town Chelsea FC                       | 1991 - 1993 1993 - 1995 |
| Alan Curbishley     | Charlton Athletic FC                          | 1991 - 1996             |
| Aleksandr Zavarov   | CO Saint-Dizier                               | 1995 - 1998             |
| Ruud Gullit         | Chelsea FC                                    | 1996 - 1998             |
| Sergio Batista      | C.A. All Boys                                 | 1997                    |
| Davie Irons         | Annan Athletic FC                             | 1997 - 2002             |
| Gianluca Vialli     | Chelsea FC                                    | 1998 - 2000             |
| Wynton Rufer        | Football Kingz                                | 1999 - 2002             |
| Karl-Heinz Riedle   | Fulham FC                                     | 2000                    |
| George Weah         | Liberia                                       | 2000 - 2002             |
| Paul Merson         | Walsall FC                                    | 2004 – 2006             |
| Marco Kurz          | SC Pfullendorf                                | 2005                    |
| Igor Dobrovolskiy   | Tiligul-Tiras Tiraspol                        | 2005 - 2006             |
| Dorinel Munteanu    | CFR Cluj                                      | 2005 - 2006             |
| Paul Ince           | Macclesfield Town FC                          | 2006 - 2007             |
| Romário             | Vasco da Gama                                 | 2007                    |
| Russell Latapy      | Falkirk FC                                    | 2007 - 2009             |
| Sergio Ibarra       | Cienciano Sport Huancayo                      | 2010 2013 -             |
| Neil Emblen         | Waitakere United                              | 2010 - 2012             |
| Tony Jamieson       | Tupapa Maraerenga FC                          | 2011 - 2012             |
| Brian Shelley       | Ballarat Red Devils Waitakere United          | 2011 - 2012 2013 - 2015 |
| Ryan Giggs          | Manchester United FC                          | 2014                    |
| Vincent Kompany     | R.S.C. Anderlecht                             | 2019                    |
| Sebastián Abreu     | Boston River                                  | 2020                    |

## Otros
Es una figura común en categorías semiprofesionales y principiantes. Por ejemplo, los jugadores de la Australian Football League suelen convertirse en entrenadores-jugadores en ligas rurales.
En España, ha habido también varios casos como el de Santi Herrero, en fútbol sala, que fue jugador-entrenador del Sala 10 Zaragoza.